# Maoricrypta youngi
Maoricrypta youngi là một loài ốc biển nhỏ hoặc slipper snail, là động vật thân mềm chân bụng sống ở biển trong họ Calyptraeidae. It is known to occur in đảo North, New Zealand.